# ميخائيل والاس
ميخائيل والاس (بالإنجليزية: Michael Wallace) هو محامي أمريكي، ولد في 1951.